# Cyanocorax violaceus
La ghiandaia violacea (Cyanocorax violaceus du Bus de Gisignies, 1847) è un uccello passeriforme della famiglia dei corvidi.

## Etimologia
Il nome scientifico della specie, violaceus, è un chiaro riferimento alla colorazione di questi uccelli: il loro nome comune altro non è che la traduzione di quello scientifico.

## Descrizione

### Dimensioni
Misura 33-37 cm di lunghezza, per 262 g di peso.

### Aspetto

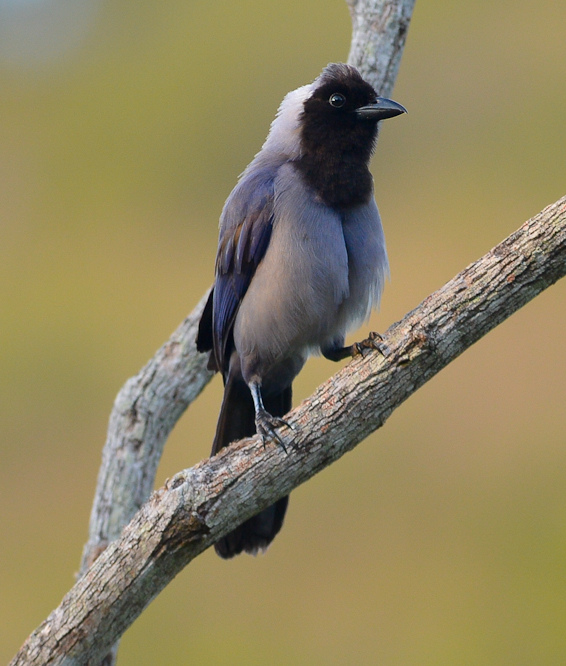
Esemplare arruffa le penne in natura.

Si tratta di uccelli dall'aspetto tozzo e robusto, con grossa testa ovale e allungata, becco forte e conico dall'estremità lievemente adunca, grandi occhi, lunghe ali digitate, coda piuttosto allungata e forti zampe artigliate. Nel complesso, questi uccelli ricordano delle gazze, sebbene siano più tozzi e massicci ed in particolare la loro testa somigli a quella dei corvi veri e propri.
Il piumaggio si presenta di colore grigio-azzurro su nuca e spalle, nonché su ventre e fianchi (dove è più scuro ed assume sfumature color cannella): dorso, ali e coda sono di color cobalto, mentre il petto è grigio-bluastro. Fronte, vertice, faccia e gola sono di colore nero, orlato di bianco-grigiastro che sfuma nel grigio-azzurro del resto del piumaggio: nell'area grigia ventrale e dorsale sono presenti dei vaghi riflessi violacei, ai quali l'animale deve sia il nome comune che il nome scientifico.
Il becco e le zampe sono di colore nero lucido, mentre gli occhi sono di colore bruno scuro.

## Biologia
La ghiandaia violacea è un uccello diurno, dalle abitudini moderatamente sociali, che vive in coppie o in gruppetti a base familiare, composti in genere da una coppia riproduttrice e dai suoi figli di una o due covate precedenti: questi uccelli passano la maggior parte del tempo nella canopia (sopra i 18 m d'altezza) alla ricerca di cibo.
Questi uccelli sono piuttosto aggressivi, essendo soliti scacciare con veemenza eventuali intrusi conspecifici o altri animali considerati un pericolo per lo stormo.
Il repertorio vocale di questi uccelli, che pure sono piuttosto rumorosi, appare piuttosto limitato e monotono: i richiami della ghiandaia violacea consistono infatti in un fischio esplosivo e digradante, emesso con intensità ed asprezza differente in base alla situazione.

### Alimentazione
Si tratta di uccelli onnivori, che si nutrono in misura pressoché uguale di cibo di origine animale (insetti, invertebrati, larve, piccoli vertebrati come topolini, lucertole e anfibi, nonché uova e nidiacei) che vegetale (bacche, frutta matura, granaglie).

### Riproduzione
Si tratta di uccelli monogami, le cui coppie (a differenza di quanto osservabile in molte specie di ghiandaie americane) sembrano nidificare in solitudine.
La stagione riproduttiva non è stata identificata con precisione: gli esemplari del nord dell'areale depongono già ai primi di aprile, mentre negli llanos la deposizione sembra non avvenire prima del mese di luglio.
I due sessi collaborano sia nella costruzione del nido (una struttura a coppa con piattaforma circostante, formato da rametti intrecciati e foderato internamente con fibre vegetali) che nella cova (con la femmina che si occupa dell'incubazione, mentre il maschio i occupa di tenere a bada i dintorni e di reperire il cibo per sé e per la compagna) e nell'allevamento dei nidiacei, i quali, ciechi ed implumi alla schiusa, s'involano a circa tre settimane di vita e rimangono coi genitori ancora per alcuni mesi prima di disperdersi.

## Distribuzione e habitat

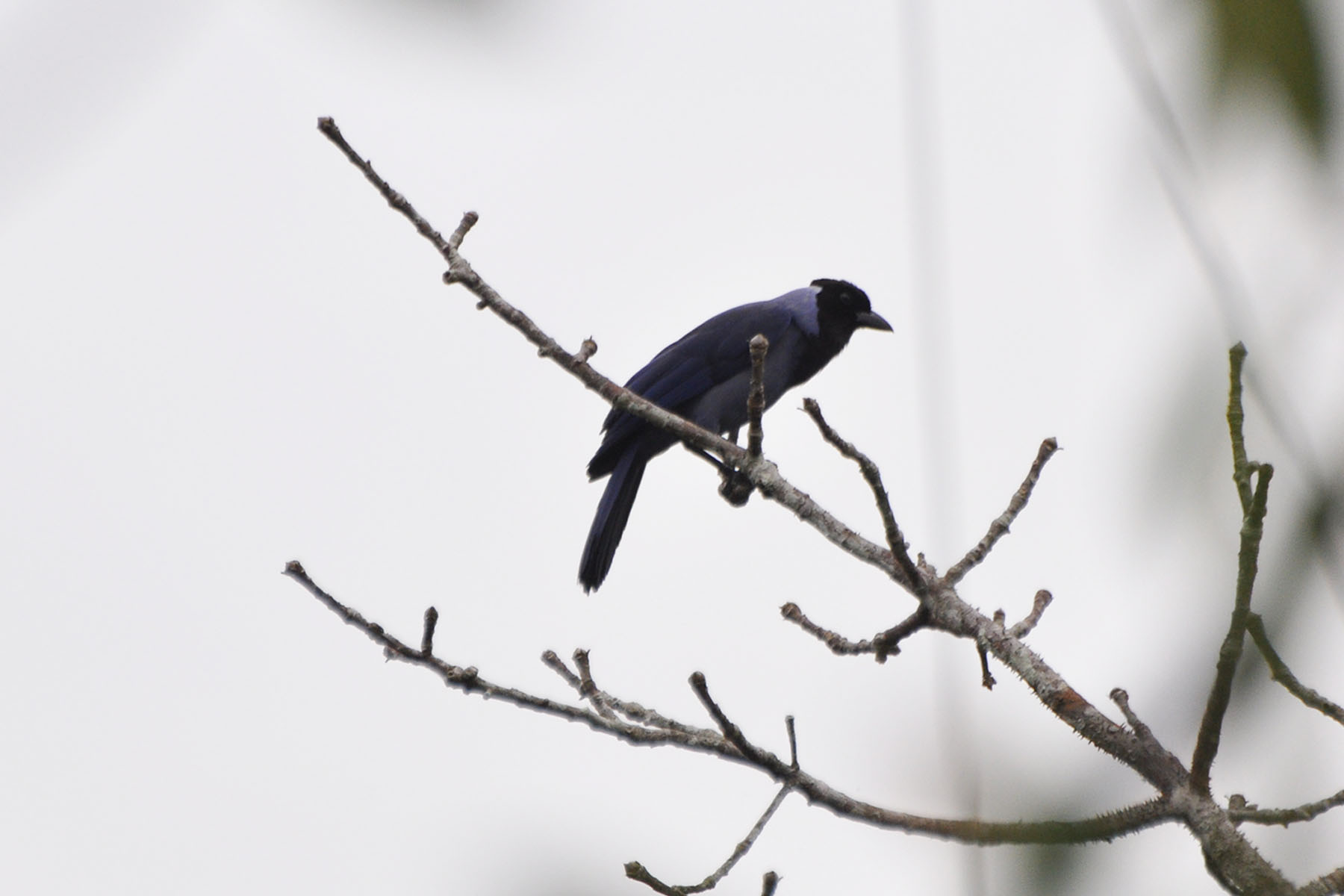
Esemplare nella provincia di Sucumbíos.

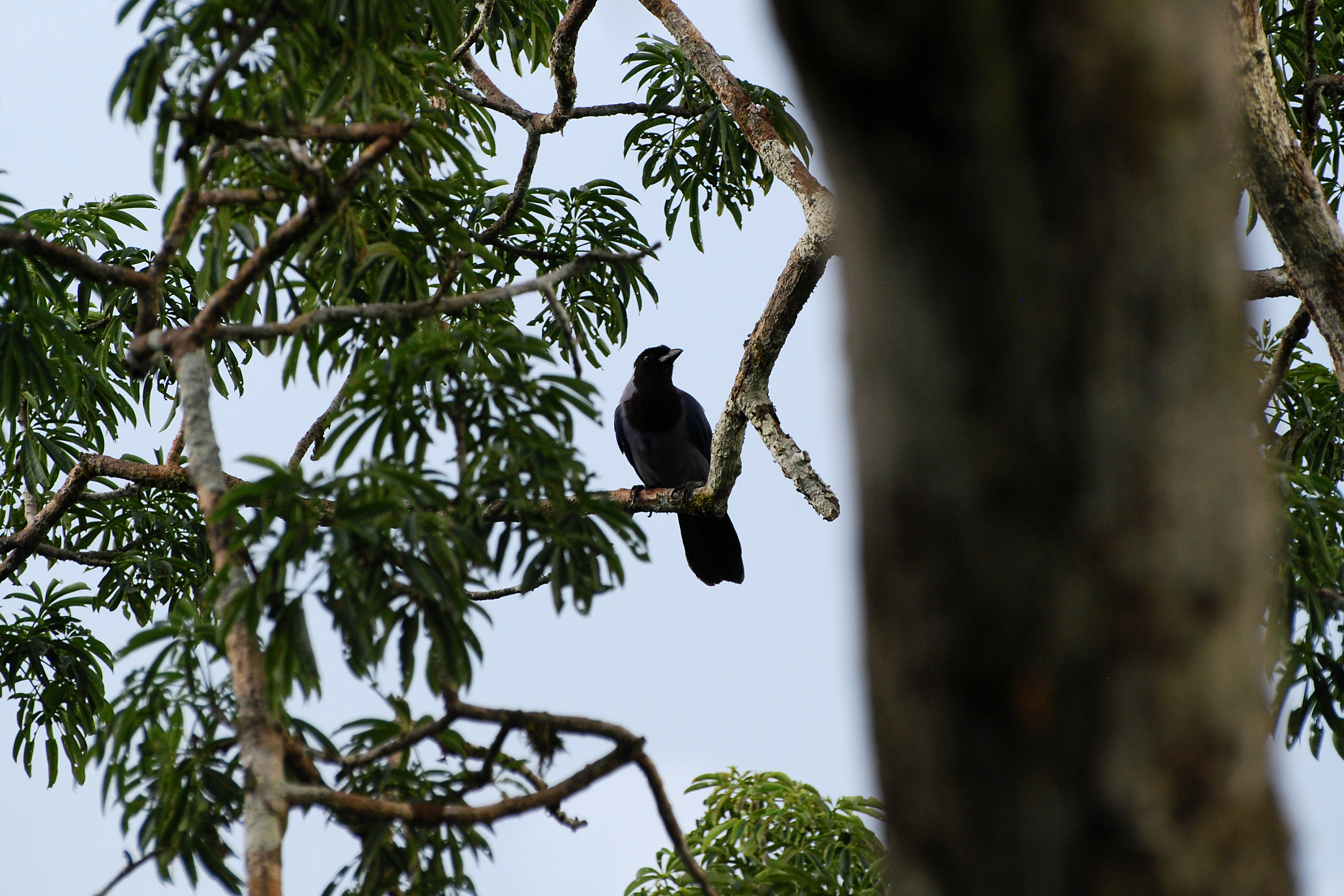
Esemplare nel parco nazionale Yasuní.

La ghiandaia violacea è diffusa in America Meridionale, occupando un areale piuttosto ampio che comprende la porzione nord-occidentale del continente, estendendosi dal delta dell'Orinoco e dal sud-ovest della Guyana a sud attraverso l'Amazzonia brasiliana fino al nord della Bolivia (dipartimenti di Pando e La Paz), e ad ovest fino alle pendici orientali delle Ande di Colombia, Ecuador e Perù.

Si tratta di uccelli residenti nel proprio areale.
L'habitat di questi uccelli è rappresentato dai margini della foresta pluviale tropicale, con predilezione per le aree di ricrescita secondaria e da quelle con presenza di radure aperte, fra i 500 ed i 1400 m di quota.

## Tassonomia
Se ne riconoscono due sottospecie:
- Cyanocorax violaceus pallidus Zimmer & Phelps - diffusa nell'estremo nord dell'areale occupato dalla specie (nord dell'Anzoátegui);
- Cyanocorax violaceus violaceus du Bus de Gisignies, 1847 - la sottospecie nominale, diffusa nella maggior parte dell'areale occupato dalla specie;